# Білозер'я (Ульяновська область)
Білозер'я (рос. Белозерье) — село в Карсунському районі Ульяновської області Російської Федерації.
Населення становить 913 осіб. Входить до складу муніципального утворення Урено-Карлинське сільське поселення.

## Історія
Від 2004 року входить до складу муніципального утворення Урено-Карлинське сільське поселення.

## Населення
| 2010 |
| ---- |
| 913  |